# 5.56x45مم ناتو

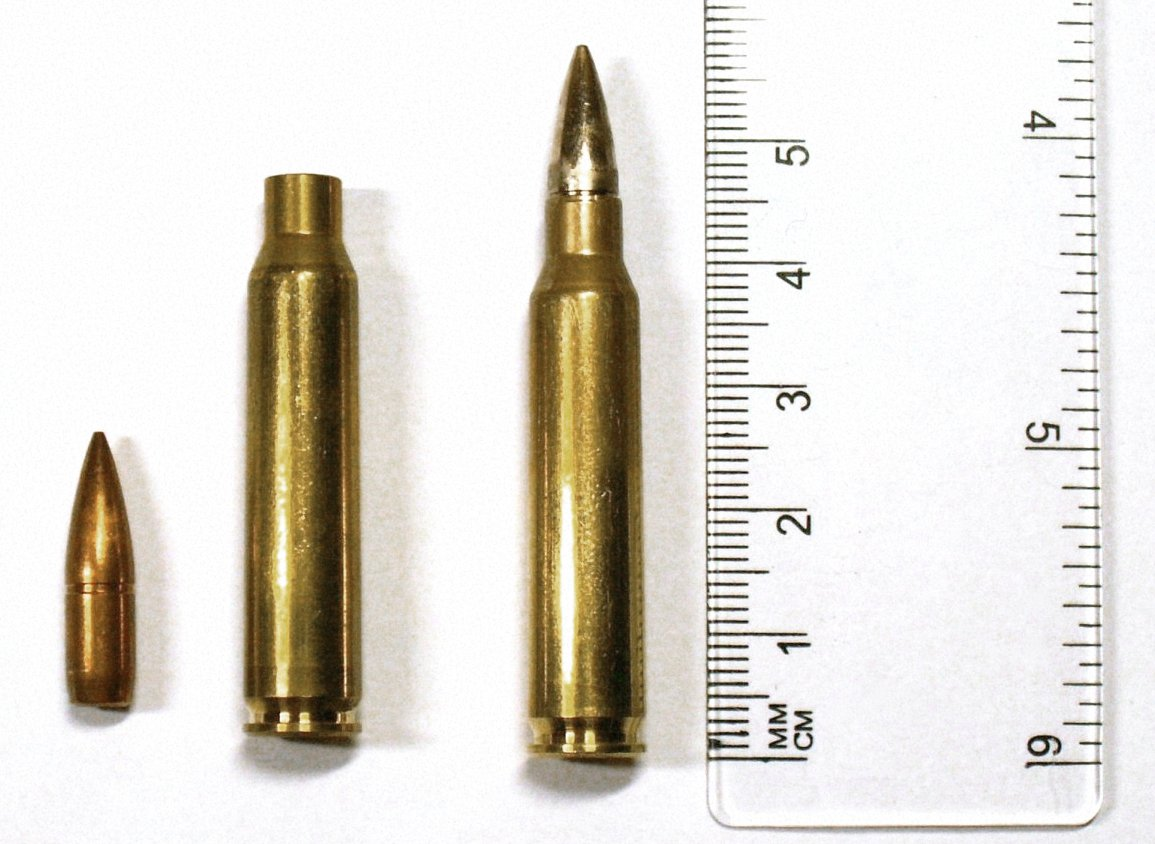

5.56x45مم ناتو (بالإنجليزية: 5.56x45mm NATO)‏ (تسمية ناتو الرسمية 5.56 ناتو) خرطوشة بندقية طورت من قبل شركة أف ان في بلجيكا وأستخدمت أولا في مخزن سلاح الإم 16 وبندقية نورينكو. تحت أتفاقية التوحيد القياسي لحلف الناتو 4172،هذه الخرطوشة أساسية لجيش الناتو وهي كذلك أيضا لجيوش الدول الأخرى. هذي الخرطوشة مستمدة من ريمينغتون .223 ولكنها ليست مطابقة. عندما تصطدم الرصاصة بسرعة عالية وتنحرف في الأنسجة الرقيقة، الشظية تنتج تحول سريع للطاقة تؤدي إلى جروح خطيرة.
في عام 1980، استبداله الناتو ل 7.62x51 NATO حلف شمال الأطلسي الذخيرة وفقا لمعايير بنادق هجومها. وقد تم تصميم هذه النسخة الجديدة من إف إن هيرستال فرع مصنع خرطوشة. يتم سحبها 5.56 × 45 مم بعض المدافع الرشاشة والمدافع الرشاشة. تم استخدام 5.56 ملم حلف شمال الأطلسي الأولى في FN المجلس الوطني الاتحادي وM16A2 في الجيش الأمريكي، وG2 الفرنسية FAMAS، هونغ كونغ الألمانية G41، وL85A1 البريطانية، وكيتمي L / LC الإسبانية أو بيريتا AR70 / 90 الإيطالية في 1980s و 1990s.

## أبعاد الخرطوشة
على الرغم من كونها ذات عيار وطاقة أقلّ من ذخيرة أي بندقية أخرى، فإن الرّصاصة عيار 5,56 لديها القدرة على إحداث دمار كبير وهذه ثلاثة أسباب لتفسير هذه الكفاءة:
1-بسبب طول شكلها وتوازنها في مؤخّرها، فإنها تدور حول محورها أثناء انطلاقها وخلال اختراقها هدفا فإنّها تعبر وهي تغزل على محورها مما يسبب أضرار لا يقدر أيّ سلاح آخر أن يحدثها وتتميّز العديد من الذخائر العسكرية بهذه المواصفات .
2-سرعتها العالية تُنتج عند الاصطدام بالهدف (إنسان أو أي كائن حيّ) موجة صدم عالية وفائقة الحدّة مما يكفي لتجاوز مرونة الأنسجة وقدرتها على المقاومة، ممّا يسبّب في نهاية المطاف ( عند خروجها من الهدف أي بعد الاصطدام ) تجويف قطره أكبر بكثير من حجمها، وتتقلص هذه الظاهرة عندما تفقد الرصاصة سرعتها .
هذا التفسير مثير للجدل لأن سرعة الصوت في الماء هي 1480 متر في الثانية، وكما نعلم فإنّ الماء يمثّل 70٪ من جسم الإنسان وبالتالي فإنّ الرصاصة تتحرك داخل الأنسجة دون سرعة الصوت إلى حد كبير ممّا يسبب دمار كبير .
3-على مسافة أقل من 100 متر، الحواجز التي تعترض الرصاصة لها تأثير مهم عليها، ممّا يؤدي إلى انفجارها وتحولها ألى شظايا، مما يتسبب في أضرار كبيرة وإصابة أجسام خارج المرمى الأوّلي للنيران، تشبه هذه الظاهرة ما يحدث عندما يضرب العظم فيتكسّر ويتفتّت إلى أجزاء صغيرة .
ملاحظة : لقد تم حظر الرصاص، الذي يتميّز بكونه قابل للتفتت على إثر اصطدامه، منذ مؤتمر لاهاي الأول في عام 1899. ودافع عن هذا الاستنتاج Fackler مارتن، وهو جراح سابق في الجيش في الجيش الأميركي.

## الاستخدامات
```
ذخاير قوات حلف شمال الاطسي (الناتو)
```

## أنظر أيضا
- دايوو ك3